# Каситерит
Каситерит, циняк — мінерал класу оксидів і гідроксидів, діоксид олова ланцюжкової будови.
Назва — від дав.-гр. κασσίτερος — олово.

## Загальний опис
Мінерал класу оксидів і гідроксидів, діоксид олова ланцюжкової будови, SnO2. Склад у %: Sn — 78,82; O — 21,18.
Домішки: Fe2O3, Ta2O5, Nb2O5, TiO2. Природний каситерит зазвичай містить різні домішки або у виді тонкого вкраплення супутніх мінералів, або у вигляді катіонів, які ізоморфно включені у кристалічну ґратку. Це зокрема елементи з близьким йонним радіусом: кадмій, індій, залізо, літій, ніобій, стибій, тантал, титан, вольфрам, цирконій.
Вміст і характер домішок у каситериті залежать від складу супутніх мінералів. Домішки змінюють фізико-хімічні властивості каситериту, параметри його кристалічної ґратки, адсорбційні і флотаційні властивості.
Сингонія тетрагональна.
Твердість 6,5-7,25.
Густина 6,8-7,03.
Кристали короткопризматичні, іноді довгопризматичні.
Мінерал часто утворює також радіальноволокнисті, ґроноподібні агрегати й кірочки.
Темно-бурого, чорного, жовтого кольору.
Риса бурувата.
Блиск алмазний.
Утворює конкреції та сфероліти.
Каситерит немагнітний, за винятком чорних різновидів, багатих залізом.
Найважливіша олов'яна руда.

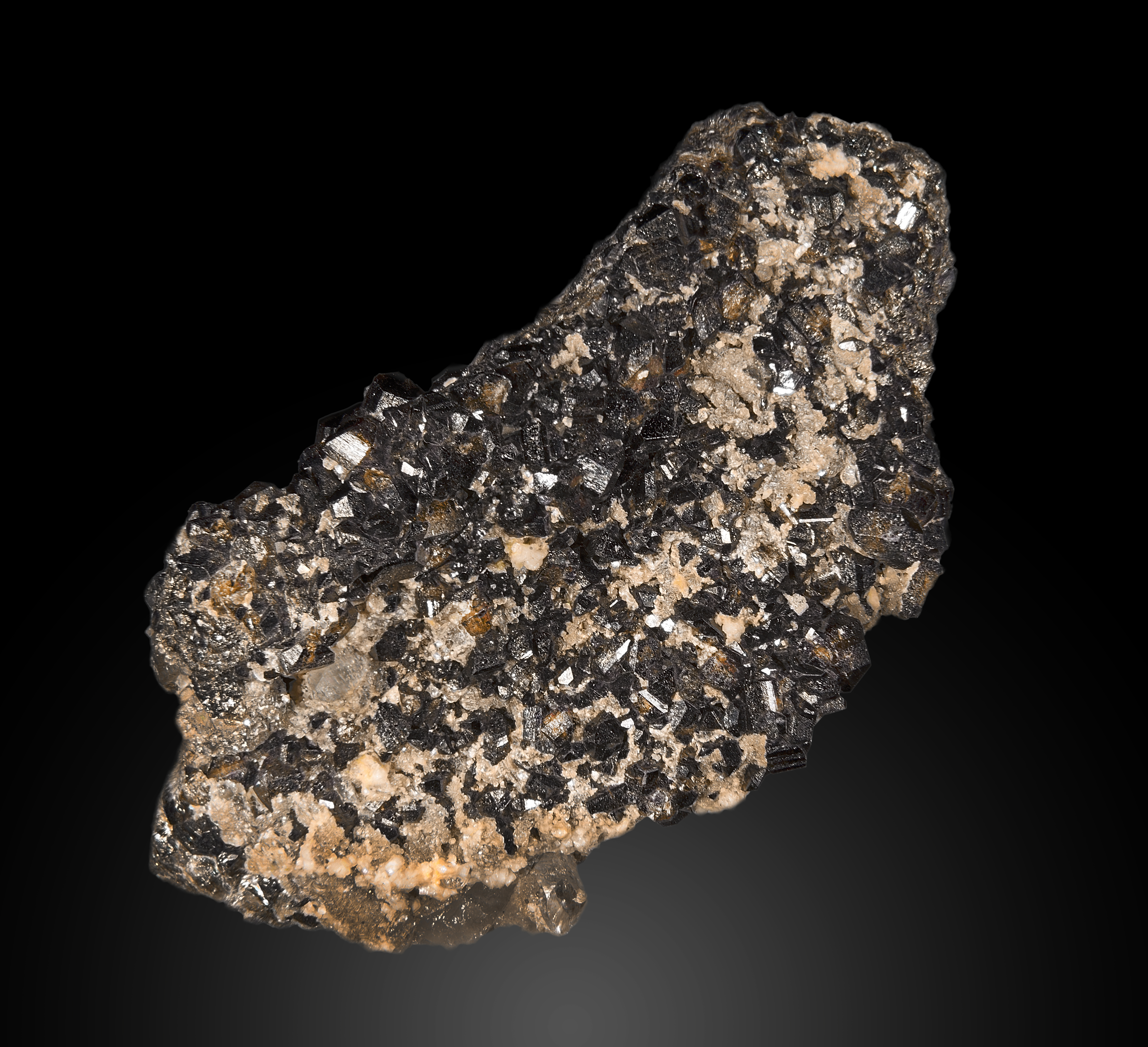
Кристали каситериту
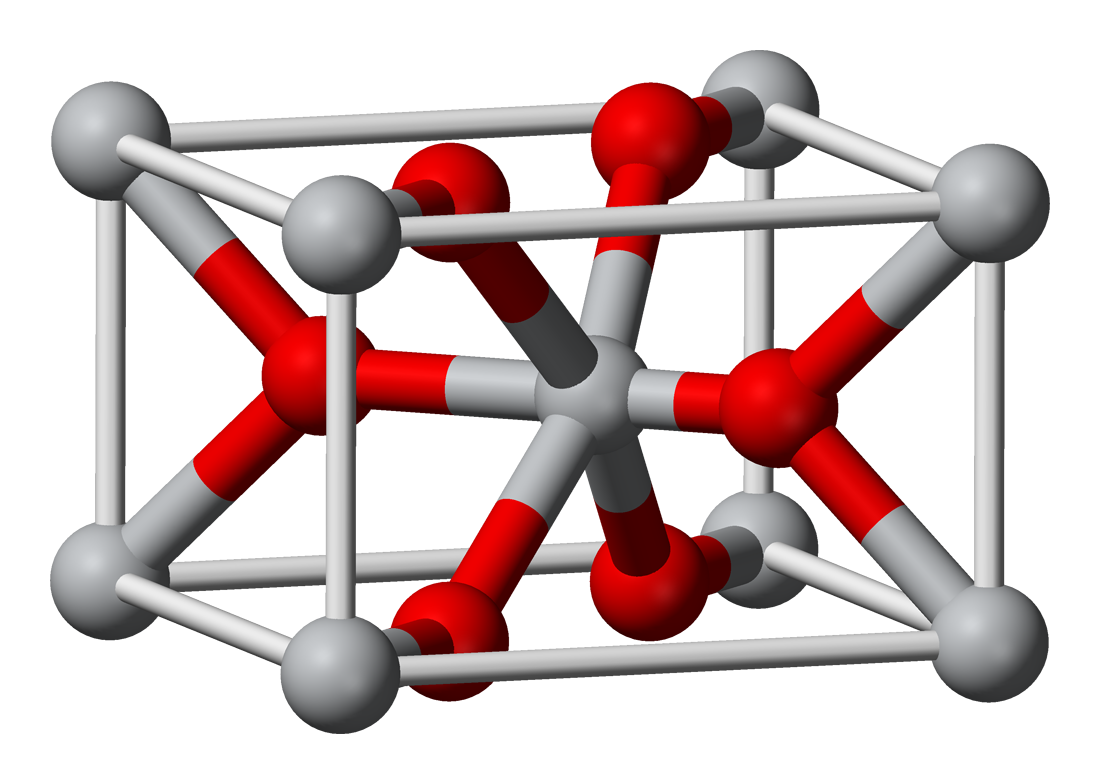
Структура кристалу каситериту
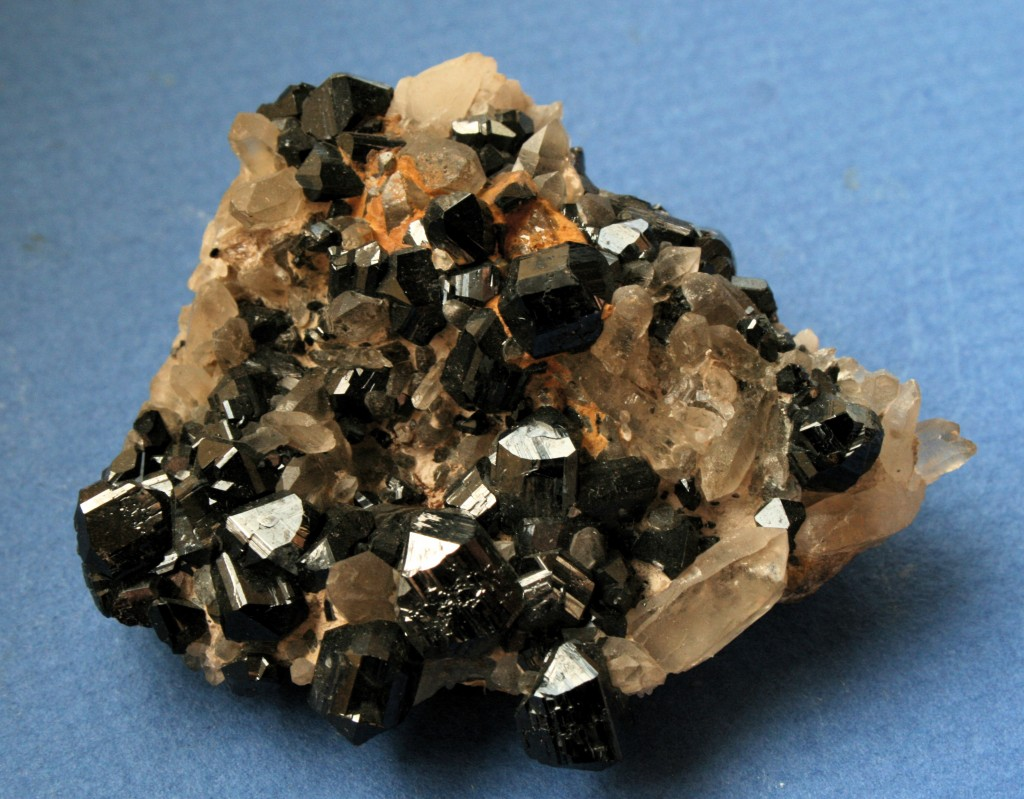
Каситерит з Тасманії, Австралія

Зустрічається в пегматитах, пневматолітових, гідротермальних і кислих вивержених породах та утворює розсипні родовища. Каситерити пов'язані з високотемпературними ґрейзеновими і гідротермальними родовищами в асоціації з топазом, альбітом, кварцом, мусковітом, цинвальдитом, турмаліном, флюоритом, арсенопіритом, піритом.
Є на Українському щиті. На Коростенському масиві в Україні присутній як акцесорний мінерал у гранітах. Основні методи збагачення — гравітаційні.
При розробці технологічної схеми збагачення корінних олов'яних руд слід мати на увазі, що каситерит — дуже крихкий матеріал, тому при підготовці руди до збагачення повинна бути вирішена задача не тільки максимального розкриття зерен каситериту, але й мінімального його ошламлювання.
Для доводки чорнових концентратів застосовуються флотогравітація, магнітна і електрична сепарація, випалювання, пінна сепарація, вилуговування, магнітогідродинамічна сепарація.
Для доводки чорнових шламових концентратів і довилучення каситериту з шламів гравітаційного переділу застосовується також флотація. Збирачі — жирні кислоти при рН 7–8, алкілсульфати при рН < 6, моноалкілфосфорні кислоти та ін.; спінювачі — спиртові, крезол; активатори — відтирка, знешламлювання, кислотна промивка; депресори — фосфорна кислота, вапно, луги, нітрати, танін, солі заліза, свинцю, алюмінію і міді; диспергатор — рідке скло. З хвостів флотації руд кольорових металів каситерит вилучається на шламових концентраційних столах. Перспективний метод збагачення руди крупністю менше 6 мм і бідного олов'яного концентрату — магнітогідродинамічна сепарація.

## Цікаво
Каситерит Георгій Агрікола називав «Чорними каменями».

## Різновиди
Розрізняють:
- каситерит дерев'янистий (олово дерев'янисте);
- каситерит залізний (відміна каситериту, яка містить Fe3+ у відношенні Fe: Sn = 1:6);
- каситерит скандіїстий (відміна каситериту, яка містить до 0,2 % Sc2O3);
- каситерит танталистий (відміна каситериту, яка містить до 8,78 % Та).